# 劉亮藻
劉亮藻（?—?），湖北省黃州府黃安縣人，清朝政治人物、同進士出身。
光緒十八年（1892年），参加光緒壬辰科殿試，登進士三甲113名。同年五月，著交吏部掣签分发各省，以知县即用